# Championnats du monde de natation 2009
Navigation
Mondiaux 2007 Mondiaux 2011
La 13e édition des Championnats du monde de natation (13th FINA World Championships) s'est déroulée du 17 juillet au 2 août 2009 à Rome en Italie. Le pays et la capitale italienne accueillent pour la deuxième fois cet événement coorganisé par la Fédération internationale de natation et la Fédération italienne de natation.
La capitale italienne a été désignée organisatrice des championnats le 16 juillet 2005 au cours de l'édition 2005 disputée à Montréal. Rome était en concurrence avec Athènes, Moscou et Yokohama.
Les épreuves de natation sportive, de natation synchronisée, de plongeon et de water-polo se déroulent au stade nautique olympique, tandis que les épreuves de nage en eau libre sont organisées dans le Lido di Roma à Ostie.
Ces championnats du monde resteront comme ceux des combinaisons en polyuréthane portées par tous les nageurs, et qui entraînent des records du monde battus sur pratiquement toutes les distances de natation sportive hommes et femmes. À la fin de cette même année 2009, ces produits technologiques apportant un gain substantiel en matière de performances sont définitivement interdits par la Fédération internationale de natation.

## Organisation

### Élection de la ville hôte
Cinq villes se portent candidates à l'organisation de la treizième édition des Championnats du monde de natation : Athènes en Grèce, Dubaï aux Émirats arabes unis, Moscou en Russie, Rome en Italie et Yokohama au Japon. L'annonce en est faite le 15 février 2005 par la Fédération internationale de natation alors que cette dernière avait clos les inscriptions le 1er février 2005. Parmi ces villes, seule Rome a déjà organisé la compétition en 1994 tandis que le Japon était hôte de l'événement en 2001 par le biais de Fukuoka. Dès le dépôt des candidatures auprès de la Fédération internationale de natation, deux favoris se sont détachés.
La capitale italienne se déclare candidate juste après Yokohama. Les deux dossiers s'appuient sur des thématiques radicalement opposées : la région romaine, par son histoire et ses vestiges antiques, se projette vers une organisation culturelle ; Yokohama, pôle de haute technologie, propose un projet orienté vers le futur,. Malgré cela, Rome propose le budget le plus important, évalué à 45 422 900 euros par l'organisation italienne, lequel est financé entre autres à hauteur de 2 100 000 d'euros par l'État, 18 900 000 par les collectivités locales et 4 400 000 par le Comité national olympique italien. Yokohama s'appuie quant à elle sur un budget de 45 000 000 de dollars. Les Romains avancent aussi le passé sportif de la ville, hôte entre autres des Jeux olympiques d'été de 1960, des Championnats du monde d'athlétisme 1987 et surtout des Championnats du monde de natation 1994. Yokohama, distant de 30 km de la capitale Tokyo, vante elle ses installations et le soutien de nombreux sponsors influents.
Le scrutin est organisé le 16 juillet 2005 à Montréal en prélude aux Championnats du monde 2005 organisés dans la ville québécoise. Un comité de vingt membres est chargé de départager les cinq villes candidates. Dès le premier tour, les deux favorites, Yokohama et Rome, confirment les prédictions : avec dix-huit voix sur vingt, l'attribution des championnats se joue entre elles. Aucune majorité absolue, nécessaire pour la victoire, n'est cependant acquise puisque Rome, en tête, obtient exactement 50 % des votes. Dubaï est en revanche d'ores et déjà éliminée tandis que Moscou et Athènes obtiennent une voix chacune.
Au deuxième tour, le Russe Gennadiy Aleshina apporte à Rome une décisive onzième voix alors qu'Yokohama enregistre le report de la voix initialement attribuée à la candidature athénienne. À onze voix contre neuf, Rome bat donc Yokohama dès le deuxième tour grâce à la majorité absolue. Auparavant, chaque ville avait exposé son projet au jury durant l'après-midi, avant les deux tours de scrutin et l'annonce faite par le président de la FINA, Mustapha Larfaoui, de l'annonce des résultats,.
Le dossier italien est conduit par plusieurs personnalités politiques de la capitale italienne : Gianni Rivera (adjoint au maire de Rome, délégué aux sports), Paolo Barelli (sénateur et président de la Fédération italienne de natation) ou Giovanni Malagò (président du comité d'organisation). Rome bénéficie par ailleurs du soutien de poids du président de la Ligue européenne de natation, l'Italien Bartolo Consolo.
| Ville                      | 1er tour | 2e tour |
| -------------------------- | -------- | ------- |
| Athènes, Grèce             | 1        | 0       |
| Dubaï, Émirats arabes unis | 0        | —       |
| Moscou, Russie             | 1        | 0       |
| Rome, Italie               | 10       | 11      |
| Yokohama, Japon            | 8        | 9       |

### Sites
Les épreuves de natation sportive ont lieu dans le bassin du stade nautique olympique de Rome, situé dans le complexe sportif du Foro Italico.

### Calendrier
| Juillet/Août          | 17 | 18 | 19 | 20 | 21 | 22 | 23 | 24 | 25 | 26 | 27 | 28 | 29 | 30 | 31 | 1 | 2 | T  |
| --------------------- | -- | -- | -- | -- | -- | -- | -- | -- | -- | -- | -- | -- | -- | -- | -- | - | - | -- |
| Cérémonies            |    | O  |    |    |    |    |    |    |    |    |    |    |    |    |    |   | C |    |
| Nage en eau libre [A] |    |    |    |    | 2  | 2  |    |    | 2  |    |    |    |    |    |    |   |   | 6  |
| Natation sportive     |    |    |    |    |    |    |    |    |    | 4  | 4  | 5  | 4  | 5  | 5  | 6 | 7 | 40 |
| Natation synchronisée |    |    | 1  | 1  | 1  | 1  | 1  | 1  | 1  |    |    |    |    |    |    |   |   | 7  |
| Plongeon              | 1  | 2  | 2  |    | 2  |    | 1  | 1  | 1  |    |    |    |    |    |    |   |   | 10 |
| Water-polo            |    |    |    |    |    |    |    |    |    |    |    |    |    |    | 1  | 1 |   | 2  |
| Finales               | 1  | 2  | 5  | 1  | 4  | 2  | 2  | 3  | 3  | 4  | 4  | 5  | 4  | 5  | 6  | 7 | 7 | 65 |

| Légende |                       |
|         | Cérémonie d'ouverture |
|         | Cérémonie de clôture  |
|         | Jour de compétition   |
|         | Jour de finale        |

A.  Initialement prévues dès le 19 juillet, les épreuves de nage en eau libre sont plusieurs fois reportées par la FINA en raison d'orages, lesquels ont rendu impraticables les sites d'Ostie. En conséquence et finalement, les deux épreuves de 5 km sont reportées au 21 juillet ; celles de 10 km prévues les 21 et 22 juillet se déroulent toutes les deux le 22 ; enfin, celles de 25 km, programmées à l'origine les 24 et 25 juillet, se déroulent toutes deux le 25,,.

## Environnement

### Congrès de la FINA
Comme de coutume à l'occasion des Championnats du monde de natation organisés tous les deux ans, la Fédération internationale de natation tient son « congrès général » (General Congress) dans le cadre des championnats. Il se déroule le 24 juillet 2009 à Rome. Durant cette réunion seront élus les vingt-deux membres du « Bureau de la FINA » qui exerceront durant la période 2009-2013. Selon le règlement de la fédération, les nouveaux membres procéderont ensuite à l'élection parmi eux des hauts-dirigeants de la FINA : le président, le secrétaire honoraire et le trésorier. L'Algérien Mustapha Larfaoui, président depuis 1988, ne brigue pas un nouveau mandat et apporte son soutien à l'Uruguayen Julio Maglione, unique candidat à ce poste et actuel secrétaire honoraire de la FINA,.
En plus de son congrès général, des « congrès techniques » (Technical Congress) spécifiques aux différentes disciplines sont organisées durant les championnats :
- 15 juillet : congrès techniques du plongeon et de la nage en eau libre ;
- 16 juillet : congrès techniques de la natation synchronisée et du water-polo ;
- 23 juillet : congrès techniques de la natation sportive et de la natation pour maîtres.

Enfin, comme lors de chaque édition des Championnats du monde, le Bureau de la FINA désigne la ville hôte des mondiaux prévus quatre ans plus tard, ceux de 2013 en l'occurrence. Cette élection a lieu le 18 juillet 2009 et distingue Dubaï, aux Émirats arabes unis, choisie pour organiser les quinzièmes Championnats du monde aux dépens de Hambourg en Allemagne et Moscou en Russie. Quelques jours plus tard, le 24 juillet, Julio Maglione est élu président de la FINA pour l'exercice 2009-2013. L'Italien Paolo Barelli est nommé au poste de secrétaire honoraire tandis que le Thaïlandais Pipat Paniangvait devient trésorier.

### Controverse des combinaisons
Trouvant ses origines en 2008, la controverse sur l'utilisation de combinaisons en polyuréthane enfle les mois précédant les Championnats du monde. Toutefois, en mars 2009, et à la suite des pressions de certains de ses membres, la FINA tente de définir des limites à l'égard des confectionneurs dont les produits sont soupçonnés d'améliorer la flottabilité, la vitesse et l'endurance. Ces efforts aboutissent en mai lorsque la fédération rend publique une liste de tenues autorisées en compétition. Les marques recalées se voient cependant offrir la possibilité d'adapter leurs combinaisons aux nouvelles normes. En juin 2009, la FINA fait marche arrière en publiant une seconde liste élargie à la plupart des tenues initialement rejetées. Dès lors, la plupart des dispositions évoquées ne sont pas applicables pour les mondiaux, et l'utilisation de combinaisons incriminées par de nombreux observateurs n'est pas interdite. L'annonce d'un retour aux combinaisons en tissu, validé fin juillet dans le cadre du Congrès de la FINA, ne change pas ce constat. En effet, ces règles, approuvées par le Congrès le 24 juillet et validé par le Bureau exécutif le 28, ne sont applicables qu'à partir de 2010.
En conséquence, et considérant les avantages de l'usage de ces combinaisons, certains observateurs surnomment ces mondiaux les « Plastic Games » , (Jeux en plastique). Les détracteurs des combinaisons s'appuient sur les quarante-trois records du monde battus durant les championnats et sur le fait que trente-huit des quarante épreuves au programme en natation sportive voient leur record amélioré. Parmi les tenues controversées, l'Arena X-Glide portée par l'Allemand Paul Biedermann est très largement critiquée par l'avantage qu'elle procure au nageur lorsqu'il bat le record du monde du 400 mètres nage libre de l'Australien Ian Thorpe et plus encore quand il défait Michael Phelps sur 200 mètres nage libre. Après la défaite de ce dernier, son entraîneur Bob Bowman réagit de façon virulente déclarant : « Il m'a fallu cinq années pour amener Michael de 1 min 46 s à 1 min 42 s et ce gars fait ça en onze mois. C'est une performance étonnante. J'aimerais savoir comment faire de même. » L'année précédente, Paul Biedermann pointait au neuvième rang mondial sur 200 m nage libre et au vingt-et-unième sur 400 m,.

### Couverture médiatique
Les championnats sont diffusés à la télévision dans 197 pays. Chaque média télévisuel est lié à un télédiffuseur qui propose les images selon des zones géographiques. À titre d'exemple, l'Union européenne de radio-télévision se charge de fournir les images à tous les pays européens. La RAI, télévision publique italienne, est l'organe chargé de la réalisation des images en haute définition, une première dans l'histoire des championnats. Au niveau européen, l'audience cumulée des championnats atteint près de 1,5 milliard de téléspectateurs.

### Dopage
La FINA procède à environ 400 contrôles antidopage durant les Championnats. Tous se révèlent négatifs. En plus de quelques tests inopinés, tous les médaillés et nouveaux détenteurs de records du monde se soumettent à des contrôles urinaires et non sanguins, lesquels sont jugés inefficaces par l'instance internationale,.

## Podiums

### Nage en eau libre
La coupe FINA par équipes est remportée par l'Italie (84 points) devant la Russie (83 points).
| Épreuves | Or                                           | Argent                                       | Bronze                                       |
| Hommes   | Hommes                                       | Hommes                                       | Hommes                                       |
| -------- | -------------------------------------------- | -------------------------------------------- | -------------------------------------------- |
| 5 km     | Thomas Lurz Allemagne 56 min 26 s 9          | Spyrídon Yanniótis Grèce 56 min 27 s 2       | Chad Ho Afrique du Sud 56 min 41 s 9         |
| 10 km    | Thomas Lurz Allemagne 1 h 52 min 6 s 9       | Andrew Gemmell États-Unis 1 h 52 min 8 s 3   | Francis Crippen États-Unis 1 h 52 min 10 s 7 |
| 25 km    | Valerio Cleri Italie 5 h 26 min 31 s 6       | Trent Grimsey Australie 5 h 26 min 50 s 7    | Vladimir Dyatchin Russie 5 h 29 min 29 s 3   |
| Femmes   |                                              |                                              |                                              |
| 5 km     | Melissa Gorman Australie 56 min 55 s 8       | Larisa Ilchenko Russie 56 min 56 s 3         | Poliana Okimoto Brésil 56 min 59 s 3         |
| 10 km    | Keri-Anne Payne Royaume-Uni 2 h 1 min 37 s 1 | Ekaterina Seliverstova Russie 2 h 1 min 38 s | Martina Grimaldi Italie 2 h 1 min 38 s 6     |
| 25 km    | Angela Maurer Allemagne 5 h 47 min 48 s      | Anna Uvarova Russie 5 h 47 min 51 s 9        | Federica Vitale Italie 5 h 47 min 52 s 7     |

### Natation sportive

#### Hommes
| Épreuves               | Or | Argent                                                                                    | Bronze |
| Nage libre             | Nage libre                                                                                                 | Nage libre                                                                                | Nage libre |
| ---------------------- | --- | ----------------------------------------------------------------------------------------- | --- |
| 50 m                   | César Cielo Brésil 21 s 08 – RC                                                                            | Frédérick Bousquet France 21 s 21                                                         | Amaury Leveaux France 21 s 25                                                                                      |
| 100 m                  | César Cielo Brésil 46 s 91 – RM – RC                                                                       | Alain Bernard France 47 s 12                                                              | Frédérick Bousquet France 47 s 25                                                                                  |
| 200 m                  | Paul Biedermann Allemagne 1 min 42 s 00 – RM – RC                                                          | Michael Phelps États-Unis 1 min 43 s 22                                                   | Danila Izotov Russie 1 min 43 s 90                                                                                 |
| 400 m                  | Paul Biedermann Allemagne 3 min 40 s 07 – RM – RC                                                          | Oussama Mellouli Tunisie 3 min 41 s 11                                                    | Zhang Lin Chine 3 min 41 s 35                                                                                      |
| 800 m                  | Zhang Lin Chine 7 min 32 s 12 – RM – RC                                                                    | Oussama Mellouli Tunisie 7 min 35 s 27                                                    | Ryan Cochrane Canada 7 min 41 s 92                                                                                 |
| 1 500 m                | Oussama Mellouli Tunisie 14 min 37 s 28                                                                    | Ryan Cochrane Canada 14 min 41 s 38                                                       | Sun Yang Chine 14 min 46 s 84                                                                                      |
| Dos                    | |                                                                                           | |
| 50 m                   | Liam Tancock Royaume-Uni 24 s 04 – RM – RC                                                                 | Junya Koga Japon 24 s 24                                                                  | Gerhard Zandberg Afrique du Sud 24 s 34                                                                            |
| 100 m                  | Junya Koga Japon 52 s 26 – RC                                                                              | Helge Meeuw Allemagne 52 s 54                                                             | Aschwin Wildeboer Espagne 52 s 64                                                                                  |
| 200 m                  | Aaron Peirsol États-Unis 1 min 51 s 92 – RM – RC                                                           | Ryosuke Irie Japon 1 min 52 s 51                                                          | Ryan Lochte États-Unis 1 min 53 s 82                                                                               |
| Brasse                 | |                                                                                           | |
| 50 m                   | Cameron van der Burgh Afrique du Sud 26 s 67 – RM – RC                                                     | Felipe França Brésil 26 s 76                                                              | Mark Gangloff États-Unis 26 s 86                                                                                   |
| 100 m                  | Brenton Rickard Australie 58 s 58 – RM – RC                                                                | Hugues Duboscq France 58 s 64                                                             | Cameron van der Burgh Afrique du Sud 58 s 95                                                                       |
| 200 m                  | Dániel Gyurta Hongrie 2 min 7 s 64                                                                         | Eric Shanteau États-Unis 2 min 7 s 65                                                     | Giedrius Titenis Lituanie Christian Sprenger Australie 2 min 7 s 80                                                |
| Papillon               | |                                                                                           | |
| 50 m                   | Milorad Čavić Serbie 22 s 67 – RC                                                                          | Matthew Targett Australie 22 s 73                                                         | Rafael Muñoz Pérez Espagne 22 s 88                                                                                 |
| 100 m                  | Michael Phelps États-Unis 49 s 82 – RM – RC                                                                | Milorad Čavić Serbie 49 s 95 – RE                                                         | Rafael Muñoz Pérez Espagne 50 s 41                                                                                 |
| 200 m                  | Michael Phelps États-Unis 1 min 51 s 51 – RM – RC                                                          | Paweł Korzeniowski Pologne 1 min 53 s 23                                                  | Takeshi Matsuda Japon 1 min 53 s 32                                                                                |
| Quatre nages           | |                                                                                           | |
| 200 m                  | Ryan Lochte États-Unis 1 min 54 s 10 – RM – RC                                                             | László Cseh Hongrie 1 min 55 s 24                                                         | Eric Shanteau États-Unis 1 min 55 s 36                                                                             |
| 400 m                  | Ryan Lochte États-Unis 4 min 7 s 01                                                                        | Tyler Clary États-Unis 4 min 7 s 31                                                       | László Cseh Hongrie 4 min 7 s 37                                                                                   |
| Relais                 | |                                                                                           | |
| 4 × 100 m nage libre   | États-Unis Michael Phelps Ryan Lochte Matt Grevers Nathan Adrian 3 min 09 s 21 – RC                        | Russie Evgeny Lagunov Andrey Grechin Danila Izotov Alexander Sukhorukov 3 min 09 s 52     | France Fabien Gilot Alain Bernard Grégory Mallet Frédérick Bousquet William Meynard* Amaury Leveaux* 3 min 09 s 89 |
| 4 × 200 m nage libre   | États-Unis Michael Phelps Ricky Berens David Walters Ryan Lochte 6 min 58 s 55 – RM – RC                   | Russie Nikita Lobintsev Michail Polishuk Danila Izotov Alexander Sukhorukov 6 min 59 s 15 | Australie Kenrick Monk Robert Hurley Tommaso D'Orsogna Patrick Murphy 7 min 01 s 65                                |
| 4 × 100 m quatre nages | États-Unis Aaron Peirsol – RC (52 s 19) Eric Shanteau Michael Phelps David Walters 3 min 27 s 28 – RM – RC | Allemagne Helge Meeuw Hendrik Feldwehr Benjamin Starke Paul Biedermann 3 min 28 s 58      | Australie Ashley Delaney Brenton Rickard Andrew Lauterstein Matt Targett 3 min 28 s 64                             |

#### Femmes
| Épreuves               | Or                                                                                                | Argent                                                                                                  | Bronze                                                                                      |
| Nage libre             | Nage libre                                                                                        | Nage libre                                                                                              | Nage libre                                                                                  |
| ---------------------- | ------------------------------------------------------------------------------------------------- | --- | ------------------------------------------------------------------------------------------- |
| 50 m                   | Britta Steffen Allemagne 23 s 73 – RM – RC                                                        | Therese Alshammar Suède 23 s 88                                                                         | Cate Campbell Australie Marleen Veldhuis Pays-Bas 23 s 99                                   |
| 100 m                  | Britta Steffen Allemagne 52 s 07 – RM – RC                                                        | Francesca Halsall Royaume-Uni 52 s 87                                                                   | Libby Trickett Australie 52 s 93                                                            |
| 200 m                  | Federica Pellegrini Italie 1 min 52 s 98 – RM – RC                                                | Allison Schmitt États-Unis 1 min 54 s 96                                                                | Dana Vollmer États-Unis 1 min 55 s 64                                                       |
| 400 m                  | Federica Pellegrini Italie 3 min 59 s 15 – RM – RC                                                | Joanne Jackson Royaume-Uni 4 min 0 s 60                                                                 | Rebecca Adlington Royaume-Uni 4 min 0 s 79                                                  |
| 800 m                  | Lotte Friis Danemark 8 min 15 s 92 – RC                                                           | Joanne Jackson Royaume-Uni 8 min 16 s 66                                                                | Alessia Filippi Italie 8 min 17 s 21                                                        |
| 1 500 m                | Alessia Filippi Italie 15 min 44 s 93 – RC                                                        | Lotte Friis Danemark 15 min 46 s 30                                                                     | Camelia Potec Roumanie 15 min 55 s 63                                                       |
| Dos                    |                                                                                                   | |                                                                                             |
| 50 m                   | Zhao Jing Chine 27 s 06 – RM – RC                                                                 | Daniela Samulski Allemagne 27 s 23                                                                      | Gao Chang Chine 27 s 28                                                                     |
| 100 m                  | Gemma Spofforth Royaume-Uni 58 s 12 – RM – RC                                                     | Anastasia Zueva Russie 58 s 18                                                                          | Emily Seebohm Australie 58 s 88                                                             |
| 200 m                  | Kirsty Coventry Zimbabwe 2 min 4 s 81 – RM – RC                                                   | Anastasia Zueva Russie 2 min 4 s 94                                                                     | Elizabeth Beisel États-Unis 2 min 6 s 39                                                    |
| Brasse                 |                                                                                                   | |                                                                                             |
| 50 m                   | Yuliya Efimova Russie 30 s 09 – RM – RC                                                           | Rebecca Soni États-Unis 30 s 11                                                                         | Sarah Katsoulis Australie 30 s 16                                                           |
| 100 m                  | Rebecca Soni États-Unis 1 min 4 s 93                                                              | Yulia Efimova Russie 1 min 5 s 41                                                                       | Kasey Carlson États-Unis 1 min 5 s 75                                                       |
| 200 m                  | Nadja Higl Serbie 2 min 21 s 62                                                                   | Annamay Pierse Canada 2 min 21 s 84                                                                     | Mirna Jukić Autriche 2 min 21 s 97                                                          |
| Papillon               |                                                                                                   | |                                                                                             |
| 50 m                   | Marieke Guehrer Australie 25 s 48                                                                 | Yafei Zhou Chine 25 s 57                                                                                | Ingvild Snildal Norvège 25 s 58                                                             |
| 100 m                  | Sarah Sjöström Suède 56 s 06 – RM – RC                                                            | Jessica Schipper Australie 56 s 23                                                                      | Jiao Liuyang Chine 56 s 86                                                                  |
| 200 m                  | Jessica Schipper Australie 2 min 3 s 41 – RM – RC                                                 | Liu Zige Chine 2 min 3 s 90                                                                             | Katinka Hosszú Hongrie 2 min 4 s 28                                                         |
| Quatre nages           |                                                                                                   | |                                                                                             |
| 200 m                  | Ariana Kukors États-Unis 2 min 6 s 15 – RM – RC                                                   | Stephanie Rice Australie 2 min 7 s 03                                                                   | Katinka Hosszú Hongrie 2 min 7 s 46                                                         |
| 400 m                  | Katinka Hosszú Hongrie 4 min 30 s 31 – RC                                                         | Kirsty Coventry Zimbabwe 4 min 32 s 12                                                                  | Stephanie Rice Australie 4 min 32 s 29                                                      |
| Relais                 |                                                                                                   | |                                                                                             |
| 4 × 100 m nage libre   | Pays-Bas Inge Dekker Ranomi Kromowidjojo Femke Heemskerk Marleen Veldhuis 3 min 31 s 72 – RM – RC | Allemagne Britta Steffen – RM (52 s 22) Daniela Samulski Petra Dallmann Daniela Schreiber 3 min 31 s 83 | Australie Libby Trickett Marieke Guehrer Shayne Reese Felicity Galvez 3 min 33 s 01         |
| 4 × 200 m nage libre   | Chine Yang Yu Zhu Qianwei Liu Jing Pang Jiaying 7 min 42 s 08 – RM – RC                           | États-Unis Dana Vollmer Lacey Nymeyer Ariana Kukors Allison Schmitt 7 min 42 s 56                       | Royaume-Uni Joanne Jackson Jazmin Carlin Caitlin McClatchey Rebecca Adlington 7 min 45 s 51 |
| 4 × 100 m quatre nages | Chine Zhao Jing Chen Huijia Jiao Liuyang Li Zhisi 3 min 52 s 19 – RM – RC                         | Australie Emily Seebohm Sarah Katsoulis Jessicah Schipper Libby Trickett 3 min 52 s 58                  | Allemagne Daniela Samulski Sarah Poewe Annika Mehlhorn Britta Steffen 3 min 55 s 79         |

### Natation synchronisée
| Épreuves         | Or | Argent | Bronze |
| ---------------- | --- | --- | --- |
| Solo technique   | Natalia Ishchenko Russie 98,667 pts. | Gemma Mengual Espagne 97,833 pts. | Marie-Pier Boudreau Gagnon Canada 96,000 pts. |
| Solo libre       | Natalia Ishchenko Russie 98,833 pts. | Gemma Mengual Espagne 98,333 pts. | Beatrice Adelizzi Italie 95,500 pts. |
| Duo technique    | Russie Anastasia Davydova Svetlana Romashina 98,667 pts. | Espagne Andrea Fuentes Gemma Mengual 97,333 pts.                                                                                                 | Chine Jiang Tingting Jiang Wenwen 95,667 pts. |
| Duo libre        | Russie Natalia Ishchenko Svetlana Romashina 98,833 pts. | Espagne Andrea Fuentes Gemma Mengual 98,333 pts.                                                                                                 | Chine Jiang Tingting Jiang Wenwen 97,000 pts. |
| Équipe technique | Russie Daria Korobova Anna Nasekina Aleksandra Patskevich Victoria Shestakovich Alla Shishkina Elizaveta Stepanova Anjelika Timanina Sofia Volkova 98,833 pts.         | Espagne Ona Carbonell Raquel Corral Margalida Crespí Andrea Fuentes Thais Henríquez Paula Klamburg Irina Rodriguez Cristina Salvador 97,833 pts. | Chine Huang Xuechen Jiang Tingting Jiang Wenwen Liu Ou Luo Xi Wang Na Wu Yiwen Zhang Xiaohuan 96,667 pts.                                                                       |
| Équipe libre     | Russie Anastasia Davydova Natalia Ishchenko Daria Korobova Anna Nasekina Aleksandra Patskevich Svetlana Romashina Alla Shishkina Anjelika Timanina 99,167 pts.         | Espagne Ona Carbonell Raquel Corral Margalida Crespí Andrea Fuentes Thais Henríquez Paula Klamburg Gemma Mengual Irina Rodriguez 98,167 pts.     | Chine Huang Xuechen Jiang Tingting Jiang Wenwen Liu Ou Luo Xi Wang Na Wu Yiwen Zhang Xiaohuan 97,167 pts.                                                                       |
| Combiné libre    | Espagne Alba Cabello Ona Carbonell Raquel Corral Margalida Crespí Andrea Fuentes Thais Henríquez Paula Klamburg Gemma Mengual Gisela Moron Irina Rodriguez 98,833 pts. | Chine Huang Xuechen Jiang Tingting Jiang Wenwen Liu Ou Luo Xi Shi Xin Sun Wenyan Wang Na Wu Yiwen Zhang Xiaohuan 97,667 pts.                     | Canada Marie-Pier Boudreau Gagnon Camille Bowness Jo-Annie Fortin Sandy Gill Chloe Isaac Eve Lamoureux Stéphanie Leclair Elise Marcotte Karine Thomas Valerie Welsh 96,167 pts. |

### Plongeon
| Épreuves        | Or                                  | Argent                             | Bronze                                |
| Hommes          | Hommes                              | Hommes                             | Hommes                                |
| --------------- | ----------------------------------- | ---------------------------------- | ------------------------------------- |
| Tremplin de 1 m | Qin Kai Chine 449,00 pts.           | Zhang Hinxua Chine 445,90 pts.     | Matthew Mitcham Australie 440,20 pts. |
| Tremplin de 3 m | He Chong Chine 505,20 pts.          | Troy Dumais États-Unis 498,40 pts. | Alexandre Despatie Canada 490,30 pts. |
| Haut vol à 10 m | Tom Daley Royaume-Uni 539,85 pts.   | Qiu Bo Chine 532,20 pts.           | Zhou Luxin Chine 530,55 pts.          |
| Femmes          |                                     |                                    |                                       |
| Tremplin de 1 m | Ioulia Pakhalina Russie 325,05 pts. | Wu Minxia Chine 311,90 pts.        | Wang Han Chine 303,95 pts.            |
| Tremplin de 3 m | Guo Jingjing Chine 388,20 pts.      | Émilie Heymans Canada 346,45 pts.  | Tania Cagnotto Italie 341,25 pts.     |
| Haut vol à 10 m | Paola Espinosa Mexique 428,25 pts.  | Chen Ruolin Chine 417,60 pts.      | Kang Li Chine 410,35 pts.             |

| Épreuves        | Or                                     | Argent                                                     | Bronze                                                                    |
| Hommes          | Hommes                                 | Hommes                                                     | Hommes                                                                    |
| --------------- | -------------------------------------- | ---------------------------------------------------------- | ------------------------------------------------------------------------- |
| Tremplin de 3 m | Chine Qin Kai Wang Feng 467,94 pts.    | États-Unis Troy Dumais Kristian Ipsen 445,59 pts.          | Canada Alexandre Despatie Reuben Ross 428,64 pts.                         |
| Haut vol à 10 m | Chine Huo Liang Lin Yue 482,58 pts.    | États-Unis David Boudia Thomas Finchum 456,84 pts.         | Cuba Jose Antonio Guerra Oliva Jeinkler Ernesto Aguirre Manso 456,60 pts. |
| Femmes          |                                        |                                                            |                                                                           |
| Tremplin de 3 m | Chine Guo Jingjing Wu Minxia 348 pts.  | Italie Tania Cagnotto Francesca Dallapé 329,70 pts.        | Russie Ioulia Pakhalina Anastasia Pozdniakova 310,80 pts.                 |
| Haut vol à 10 m | Chine Chen Ruolin Wang Xin 369,18 pts. | États-Unis Mary-Beth Dunnichay Haley Ishimatsu 324,66 pts. | Malaisie Leong Mun Yee Pandelela Rinong Pamg 321,66 pts.                  |

### Water-polo
| Épreuves | Or         | Argent  | Bronze  |
| -------- | ---------- | ------- | ------- |
| Hommes   | Serbie     | Espagne | Croatie |
| Femmes   | États-Unis | Canada  | Russie  |

## Tableau des médailles
| Rang  | Nation         | Or | Argent | Bronze | Total |
| ----- | -------------- | -- | ------ | ------ | ----- |
| 1     | États-Unis     | 11 | 11     | 7      | 29    |
| 2     | Chine          | 11 | 7      | 11     | 29    |
| 3     | Russie         | 8  | 8      | 4      | 20    |
| 4     | Allemagne      | 7  | 4      | 1      | 12    |
| 5     | Australie      | 4  | 5      | 10     | 19    |
| 6     | Royaume-Uni    | 4  | 3      | 2      | 9     |
| 7     | Italie         | 4  | 1      | 5      | 10    |
| 8     | Serbie         | 3  | 1      | 0      | 4     |
| 9     | Hongrie        | 2  | 1      | 3      | 6     |
| 10    | Brésil         | 2  | 1      | 1      | 4     |
| 11    | Espagne        | 1  | 7      | 3      | 11    |
| 12    | Japon          | 1  | 2      | 1      | 4     |
| 13    | Tunisie        | 1  | 2      | 0      | 3     |
| 14    | Danemark       | 1  | 1      | 0      | 2     |
| 14    | Suède          | 1  | 1      | 0      | 2     |
| 14    | Zimbabwe       | 1  | 1      | 0      | 2     |
| 17    | Afrique du Sud | 1  | 0      | 3      | 4     |
| 18    | Pays-Bas       | 1  | 0      | 1      | 2     |
| 19    | Mexique        | 1  | 0      | 0      | 1     |
| 20    | Canada         | 0  | 4      | 5      | 9     |
| 21    | France         | 0  | 3      | 3      | 6     |
| 22    | Grèce          | 0  | 1      | 0      | 1     |
| 22    | Pologne        | 0  | 1      | 0      | 1     |
| 24    | Autriche       | 0  | 0      | 1      | 1     |
| 24    | Croatie        | 0  | 0      | 1      | 1     |
| 24    | Cuba           | 0  | 0      | 1      | 1     |
| 24    | Lituanie       | 0  | 0      | 1      | 1     |
| 24    | Malaisie       | 0  | 0      | 1      | 1     |
| 24    | Norvège        | 0  | 0      | 1      | 1     |
| 24    | Roumanie       | 0  | 0      | 1      | 1     |
| Total | Total          | 65 | 65     | 67     | 197   |

### Trophée des championnats[32]
| Rang | Pays           | Hommes | Femmes | Total |
| ---- | -------------- | ------ | ------ | ----- |
| 1    | États-Unis     | 430    | 390    | 820   |
| 2    | Australie      | 224    | 344    | 568   |
| 3    | Royaume-Uni    | 178    | 290    | 468   |
| 4    | Allemagne      | 176    | 164    | 340   |
| 5    | Chine          | 74     | 263    | 337   |
| 6    | Russie         | 200    | 106    | 306   |
| 7    | France         | 160    | 143    | 303   |
| 7    | Japon          | 197    | 106    | 303   |
| 9    | Brésil         | 230    | 70     | 300   |
| 10   | Italie         | 162    | 135    | 297   |
| 11   | Hongrie        | 94     | 148    | 242   |
| 12   | Canada         | 61     | 140    | 201   |
| 13   | Afrique du Sud | 170    | 22     | 192   |
| 14   | Pays-Bas       | 22     | 153    | 175   |
| 15   | Danemark       | 27     | 120    | 147   |

*16 Spain ESP 102 27 129
*17 Sweden SWE 22 103 125
*18 Serbia SRB 45 19 64
*19 Zimbabwe ZIM 0 58 58
*20 Tunisia TUN 50 0 50
*21 Austria AUT 22 26 48
*2**2 Slovenia SLO 37 4 41
*23 Belarus BLR 8 32 40
*23 Romania ROU 0 40 40
*25 Poland POL 36 1 37
*26 Norway NOR 4 31 35
*27 Croatia CRO 27 3 30
*28 Venezuela VEN 25 3 28
*29 Lithuania LTU 27 0 27
*29 Ukraine UKR 24 3 27
*31 Israel ISR 25 0 25
*31 Kenya KEN 25 0 25
*33 Greece GRE 24 0 24
*34 Chile CHI 0 22 22
*35 Switzerland SUI 16 0 16
*36 New Zealand NZL 9 6 15
*37 Trinidad & Tobago TRI 11 0 11
*38 Finland FIN 0 9 9
*38 Korea KOR 4 5 9
*40 Cayman Islands CAY 7 0 7
*40 Colombia COL 7 0 7
*42 Estonia EST 1 3 4
*42 Ireland IRL 4 0 4
*44 Portugal POR 3 0 3
*45 Czech Republic CZE 0 2 2
*45 Kazakhstan KAZ 2 0 2